# Labiobaetis dambrensis
Labiobaetis dambrensis är en dagsländeart som beskrevs av Gattolliat 2001. Labiobaetis dambrensis ingår i släktet Labiobaetis och familjen ådagsländor. Inga underarter finns listade i Catalogue of Life.